# Orthotylus dorsalis
Orthotylus dorsalis är en insektsart som först beskrevs av Léon Abel Provancher 1872.  Orthotylus dorsalis ingår i släktet Orthotylus och familjen ängsskinnbaggar. Inga underarter finns listade i Catalogue of Life.